# Мюнхенська угода
Мю́нхенська уго́да 1938 ро́ку  — угода, підписана в Мюнхені 30 вересня 1938 року прем'єр-міністром Британії Невілом Чемберленом, прем'єр-міністром Французької республіки Едуаром Даладьє, райхсканцлером Третього Райху Адольфом Гітлером та прем'єр-міністром Королівства Італія Беніто Муссоліні.
У російській традиції переважно має назву «Мюнхенська змова» (рос. Мюнхенский сговор), у чеській та словацькій має назву «Мюнхенський диктат» (чеськ. Mnichovský diktát; словац. Mníchovský diktát), або ж «Мюнхенська зрада» (чеськ. Mnichovská zrada; словац. Mníchovská zrada)
Основний зміст угоди:
1. Судетську область відокремлюють від Чехословаччини та передають Третьому Рейху з 1 по 10 жовтня.
2. Усе майно, зокрема зброя, укріплення, особисті речі, худоба, меблі громадян, має залишатися на місці.
3. Чехословаччина має задовольнити територіальні претензії Польської республіки та Королівства Угорщина.

У березні 1939 року Перша словацька республіка, пронацистська маріонеткова держава, проголосила свою незалежність. Невдовзі після цього Гітлер відмовився від своїх урочистих обіцянок поважати цілісність Чехословаччини, вторгся до Чехії та перетворив її на протекторат Богемії та Моравії. Це дало Німеччині повний контроль над тим, що залишилося від Чехословаччини, зокрема її значним військовим арсеналом, який згодом відіграв важливу роль під час вторгнення Німеччини в Польщу та Францію.
Велика частина Європи святкувала Мюнхенську угоду, оскільки вважала це способом запобігти великій війні на континенті. Адольф Гітлер оголосив, що це його остання територіальна претензія в Північній Європі. Сьогодні Мюнхенську угоду загалом прийнято вважати невдалим актом умиротворення, і цей термін став «символом марності заспокоєння експансіоністських тоталітарних держав».

## Передісторія

Німецька етнічна більшість у Чехії у 1930-х роках

Першу чехословацьку республіку створено 1918 року після розпаду Австро-Угорської імперії в кінці Першої світової війни. Сен-Жерменський договір визнав незалежність Чехословаччини, а Тріанонський договір визначив кордони нової держави. Остання включала такі регіони: Богемія та Моравія — на заході; Словаччина і Підкарпатська Русь — на сході. Населення країни включало понад три мільйони німців — приблизно 22,95 %. Німці жили здебільшого в прикордонних регіонах історичної Чехії, для якої вони придумали нову назву Судети (нім. Sudetenland). Регіони межували з Німеччиною та новоствореною країною Австрією.
Згідно з Версальським договором 1919 року Німеччина втратила значні території, що були заселені переважно німцями.
Мюнхенська угода про приєднання прикордонних земель Чехословацької республіки, населених німцями, до нацистської Німеччини, стала результатом агресивної політики Гітлера, який проголосив ревізію Версальського мирного договору з метою відновлення німецького рейху, з одного боку, і підтриманої США англо-французької політики «умиротворення», з іншого.

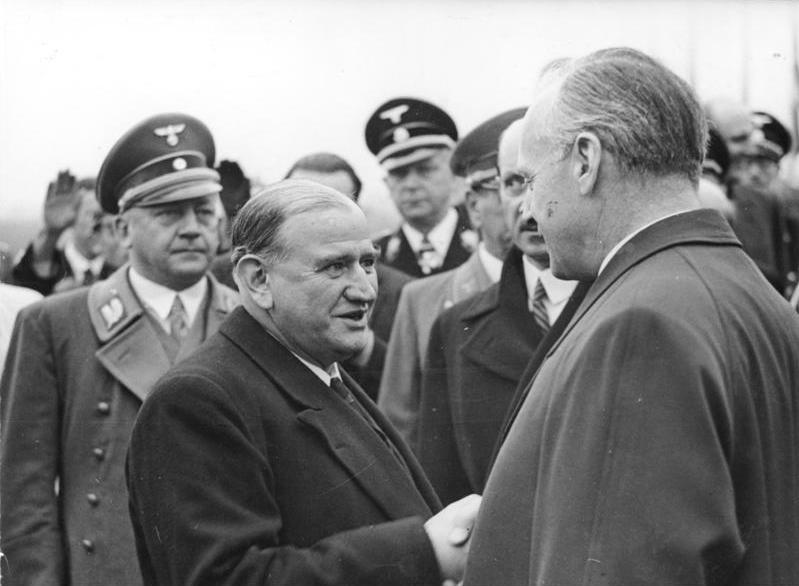
Едуар Даладьє (у центрі) з Ріббентропом у Мюнхені

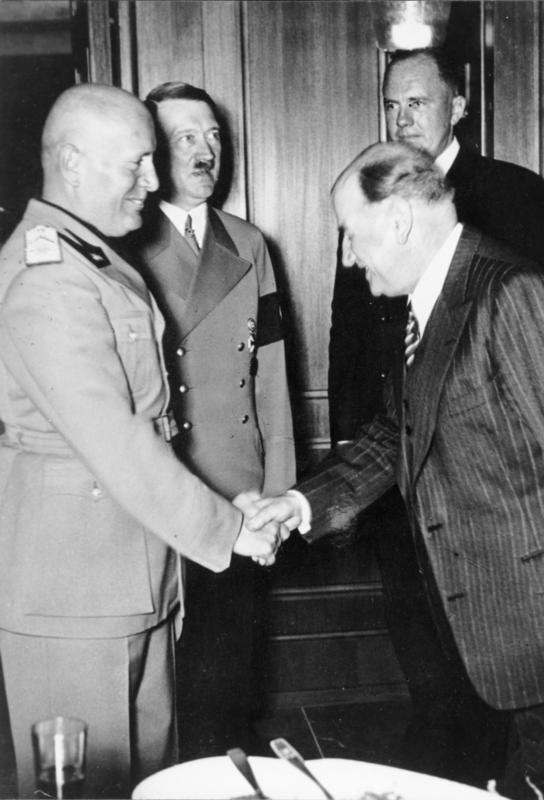
Даладьє, Гітлер та Муссоліні

Британське і французьке керівництво було зацікавлене в збереженні статус-кво, що склався в Європі в результаті Першої світової війни 1914—1918 років, і розглядало політику Радянського Союзу та світового комуністичного руху як головну небезпеку для своїх країн. Лідери Великої Британії та Французької республіки прагнули політичними і територіальними поступками за рахунок країн Центральної та Південно-Східної Європи задовольнити експансіоністські домагання Третього Рейху та Королівства Італія, досягти «широкої» угоди з ними і забезпечити тим самим власну безпеку, підштовхнувши німецько-італійську агресію у східному напрямку.
Судети належали до найбільш промислово розвинених районів Чехословацької республіки. У регіоні 3,3 млн населення становили так звані судетські німці, що проживали компактно. Гітлер від початку своєї політичної діяльності вимагав їхнього возз'єднання з Німеччиною, неодноразово робив спроби здійснити цю вимогу.

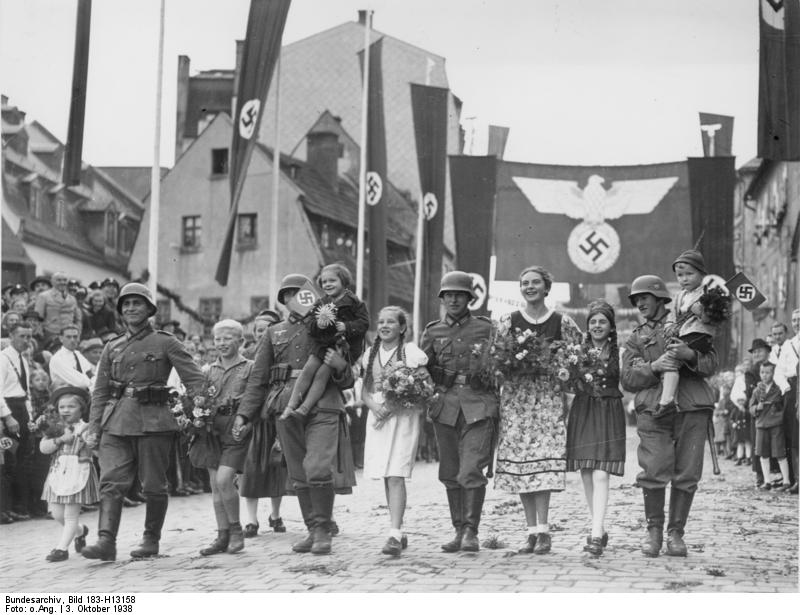
2 жовтня 1938, святкування

У березні 1938 року, без будь-якої протидії з боку західних держав, Третій Рейх здійснив силове захоплення (аншлюс) Австрії. Після цього різко посилився німецький натиск на Чехословацьку республіку. 24 квітня 1938 року нацистська Судетська німецька партія (СНП) Конрада Генляйна за вказівкою Гітлера висунула вимогу надати Судетській області автономію.
Уряд СРСР заявив про готовність виконати свої зобов'язання за радянсько-чехословацьким договором 1935 року, який передбачав надання Радянським Союзом допомоги Чехословацькій республіці у разі агресії проти неї за умови одночасного надання такої допомоги Французькою республікою.
13 вересня гітлерівське керівництво інспірувало заколот судетських німців, а після його придушення чехословацьким урядом стало відкрито погрожувати Чехословацькій республіці збройним вторгненням. 15 вересня на зустрічі з Гітлером у Берхтесгадені прем'єр-міністр Великої Британії Чемберлен погодився з вимогою Німеччини передати їй частину чехословацької території. Через два дні британський уряд схвалив «принцип самовизначення», як було названо німецьку анексію Судетської області.
19 вересня 1938 року чехословацький уряд передав радянському уряду прохання дати якнайшвидшу відповідь на питання:
1. чи надасть СРСР, згідно з договором, негайну дійсну допомогу, якщо Французька республіка залишиться вірною і теж надасть допомогу;
2. чи допоможе СРСР Чехословацькій республіці як член Ліги Націй.

Обговоривши 20 вересня цей запит, ЦК ВКП(б) визнав можливим дати на обидва ці питання позитивні відповіді. 21 вересня радянський посол у Празі підтвердив готовність Радянського Союзу надати таку допомогу. Однак, підкоряючись англо-французькому тиску, чехословацький уряд капітулював, давши згоду задовольнити берхтесґаденські вимоги Гітлера.
22-23 вересня Чемберлен знову зустрівся з Гітлером, який ще більше посилив вимоги до Чехословацької республіки і терміни їх виконання.
Скориставшись моментом, свої територіальні вимоги висловили Польська республіка і Угорське королівство. Це дало змогу Гітлеру виправдати анексію Судетів «міжнародним» характером вимог до Чехословацької республіки.

## Перебіг конференції
У цій ситуації за ініціативою Муссоліні 29-30 вересня 1938 року проведено нараду представників Великої Британії, Французької республіки, Третього Рейху та Королівства Італія в Мюнхені, на якій 30 вересня без участі представників Чехословацької республіки підписано Мюнхенську угоду (датовану 29 вересня).
Радянський Союз у той час висунув свої війська до західних кордонів, демонструючи готовність буцімто стати на захист суверенітету Чехословаччини. Однак, по-перше, за умовами радянсько-чехословацького договору, СРСР міг прийти на допомогу лише у випадку, якщо першою те саме зробить Франція. По-друге, спільного кордону з Чехословаччиною СРСР тоді не мав. По-третє, польський уряд категорично відмовився пропустити через свою територію Червону Армію для надання допомоги Чехословаччині. Адже всі чудово розуміли — Сталін використає таку прекрасну нагоду для встановлення прокомуністичних режимів і в Польщі, і в Чехословаччині, і, за можливості, в усій Центральній Європі.
Обґрунтовуючи свої вимоги, канцлер Німеччини А. Гітлер доводив Е. Даладьє і Н. Чемберлену, що Чехословацька республіка є «форпостом більшовизму в Європі», пов'язана із СРСР договором про взаємодопомогу, а Радянський Союз підштовхує її до війни з Третім Рейхом. При цьому керівництво СРСР не лише намагається завдати удару по Гітлеру, а й розраховує розв'язати світову війну, наслідком якої може стати більшовицька революція.
Згідно з цією угодою, Чехословацька республіка повинна була в період з 1 по 10 жовтня очистити Судетську область з усіма укріпленнями, спорудами, шляхами сполучення, фабриками, запасами зброї тощо. Також Прага зобов'язувалася протягом трьох місяців задовольнити територіальні претензії Угорщини та Польщі. Додатково прийнято декларацію, в якій Велика Британія та Французька республіка гарантували нові кордони Чехословацької республіки.

## Наслідки угоди

Територіальні поступки Чехословацької республіки за Мюнхенською угодою:
1. Судетська область передана Рейху в жовтні 1938
2. Чеський Тешин переданий Польській республіці 2 жовтня 1938
3. Територія, зайнята Королівством Угорщина у листопаді 1938
4. Карпатська Україна зайнята Королівством Угорщина у березні 1939
5. Решта Чехії перетворена на Протекторат Богемії і Моравії у березні 1939
6. Сателітна держава Словацька республіка

Уряд Чехословацької республіки підкорився прийнятій у Мюнхені угоді і 1 жовтня 1938 року частини вермахту окупували Судети. У результаті Чехословацька республіка втратила близько 1/5 своєї території, близько 5 млн населення (з них 1,25 млн чехів і словаків), а також 33 % промислових підприємств. Приєднання Судет стало вирішальним кроком на шляху до остаточної ліквідації державної самостійності Чехословацької республіки, яка відбулася в березні 1939 року, коли Третій Рейх захопив усю територію країни. Чеська армія не чинила ніякого помітного опору окупантам. Виняток становить тільки 40-хвилинний бій роти капітана Карела Павлика у місті Містек 14 березня. У розпорядження Німеччини потрапили значні запаси озброєння колишньої чехословацької армії, що дозволили озброїти 9 піхотних дивізій, і чеські військові заводи. Перед нападом на СРСР з 21 танкової дивізії вермахту 5 були укомплектовані танками чехословацького виробництва.
Мюнхенський договір став останнім кроком у політиці «умиротворення», котру сповідували керівники Франції та Великої Британії стосовно експансіоністськи налаштованого Гітлера. Всі намагання Британії і Франції «замирити» Гітлера виявились марними — 5 січня 1939 року Німеччина заявила претензії на Вільне місто Данциг (нині — Гданськ), 23 березня змусила Литву передати їй Клайпедський край (Мемель), а 1 вересня того ж року напала на Польщу, що стало початком Другої світової війни.

## Українське питання
Мюнхенська угода стала справжнім нокдауном для празького уряду. Йому довелося визнати автономію Словаччини і Підкарпатської Русі. Так у жовтні 1938 року Закарпаття нарешті здобуло довгоочікуване самоуправління, гарантоване ще Сен-Жерменським договором 1919 року. Після двотижневого перебування при владі мадярофіла Андрія Бродія, уряд автономії очолив авторитетний український діяч Августин Волошин.
Але за тією ж Мюнхенською угодою, право на свій «шматок» Чехословаччини здобула й Угорщина. Тому вже 2 листопада 1938 року в Бельведерському палаці Відня відбувся так званий «арбітраж». На ньому Йоахім фон Ріббентроп із Галеаццо Чано (зятем Муссоліні) передали Угорщині південні райони Закарпаття і Словаччини. Закарпатська автономія втратила понад 1500 квадратних кілометрів із населенням близько 170 тисяч осіб. До складу Угорщини перейшли найбільші міста краю — Ужгород, Мукачево, Берегове. Урядові Волошина довелося переїхати до Хуста.
15 березня 1939 року Сойм у Хусті, дізнавшись про німецьку окупацію всієї Чехії та проголошення самостійності Словаччини, проголосував за створення незалежної держави під назвою Карпатська Україна. Президентом став Августин Волошин, прем'єр-міністром — Юліян Ревай, головою Сойму — Августин Штефан. Державними символами стали синьо-жовтий прапор, гімн «Ще не вмерла України…», герб із зображенням червоного ведмедя, синіх і золотих смуг і тризуба з хрестом на середньому зубі. Проте найближчими днями Угорщина з санкції Гітлера окупувала Карпатську Україну.

## Відновлення суверенітету
Суверенітет і територіальна цілісність (окрім територій Карпатської України, які відійшли до СРСР) чехословацької держави відновлено внаслідок розгрому нацистської Німеччини у Другій світовій війні. Згідно з Угодою про взаємні відносини 1973 року Чехословацька Соціалістична Республіка і ФРН оголосили Мюнхенську угоду, «маючи на увазі свої взаємні відносини згідно з цим договором», нікчемною.

## Цитати
| | Вам дали вибір між війною та безчестям. Ви вибрали безчестя, і у вас буде війна.Оригінальний текст (англ.) You were given the choice between war and dishonour. You chose dishonour and you will have war. |
| — Вінстон Черчилль про Мюнхенську угоду у відповідь на репліку Чемберлена в аеропорту «Я приніс вам мир!». | |

## Виноски
1. ↑  Hoedl-Memoiren. joern.de.
2. ↑  Munich Agreement. Encyclopædia Britannica.
3. ↑  Военная энциклопедия. Воениздат. Москва. в 8 томах. 2004
4. ↑  История дипломатии. Том третий: Дипломатия в период подготовки второй мировой войны (1919—1939 гг.) / Под ред. акад. В. П. Потемкина. Сост.: проф. Минц И. И., проф. Панкратова А. М., акад. Потёмкин В. П., акад. Тарле Е. В. и Колчановский Н. П.— М.—Л.: Гос. изд-во политич. лит-ры, 1945.— С. 643.
5. ↑  Мюнхенська «змова» і доля України
6. ↑  Matters, Military History (20 листопада 2010). Winston Churchill Quotes | Military History Matters. www.military-history.org (амер.). Процитовано 18 серпня 2025.